# Diana Winter
Diana Frodella Winter (Firenze, 1985) è una cantautrice italiana.

## Biografia
Diana Winter nasce a Firenze nel 1985 da madre austriaca e padre italiano. Educata all'ascolto della musica classica dalla madre pianista, inizia gli studi di chitarra classica con il Maestro Nuccio D'Angelo e sviluppa un particolare interesse verso la chitarra brasiliana. Privatamente studia canto lirico e approfondisce la pratica e la cultura musicale afroamericana con il Maestro Nehemiah Hunter Brown presso la Florence Gospel Choir School. Compone e produce il suo primo Ep durante il liceo partecipando a Sanremo Rock e scrive musiche strumentali per le produzioni teatrali scolastiche rappresentate al Teatro Greco di Palazzolo Acreide (SR) e al Teatro Lorenese della Fortezza da Basso (Firenze). Conseguita la maturità classica, lavora in Italia, Inghilterra e Belgio per realizzare il suo primo album solista che la vede autrice di testi e musiche con la produzione artistica di Fabio Balestrieri (Larry Dunn, Stephen Bray, George Benson, Tom Jones, Giorgia). A soli 21 anni collabora con Toots Thielemans, Phil Gould (Level 42), Yolanda Charles (Rolling Stones, Robbie Williams, Hans Zimmer), Mike Lindup, Miles Bould (Sting), Neil Black (Soft Machine) e altri.
A 22 anni presenta il suo album Escapizm, pubblicato sotto l'etichetta Warner Bros., al Blue Note di Milano seguito da un tour promozionale in Italia, Inghilterra, Olanda, Germania e Belgio. Apre i concerti dell'Orchestra di piazza Vittorio e nel 2008 canta con Giorgia nel brano Vieni fuori (tratto dall'album Stonata) che la definisce "una perla" dichiarando "quando le nostre voci si intrecciano mi sembra di sentire la mia raddoppiata". Interpreta il brano principale della colonna sonora del film Essayette di Beatriz Martinez-Gatell e collabora nuovamente con Giorgia al remake del brano La gatta (tratto dall'album Spirito libero - Viaggi di voce 1992-2008). A 24 anni è l’unica vocalist di Giorgia nello Spirito libero Tour, e successivamente al concerto-evento Amiche per l'Abruzzo allo Stadio San Siro di Milano. Si laurea in Psicologia Clinica presso l'Università degli Studi di Firenze e nel 2012 è nuovamente corista di Giorgia nel Dietro le apparenze Tour. Nel 2013 partecipa alla prima edizione del programma The Voice esordendo col massimo risultato e con ottimo riscontro di giuria e pubblico, pubblicando per Universal l’inedito Voglio fare un errore. Dopo numerosi live in Italia ed Inghilterra, partecipa al collective londinese di musicisti internazionali Bongosaloon (Phil Gould, Bern Locker, Alex Gould, Mark Neary, Jeremy Stacey, Ash Soan, Carl Brazil) e ad ensemble con Wally Badarou, Yolanda Charles, Mike Lindup, Sumudu Jajatylaka ed altri. Consegue il Diploma nel Corso di Alta Formazione in Vocologia Artistica presso l'Università Alma Mater di Bologna diretto da Franco Fussi e Silvia Magnani.
Partecipa come ospite agli eventi di beneficenza Nicco Day presso Obi Hall e al Convegno Nazionale del Medico di Famiglia al Teatro Puccini (Firenze) per la lotta alla violenza domestica. Pubblica il secondo album di inediti Tender Hearted (2015) con due singoli estratti, prodotto da Fabio Balestrieri con la collaborazione di Phil Gould, Neil Black, Rupert Brown, Al Slavik, e gli artisti Noumeda Carbone e Arash Irandoust; seguono concerti in Italia, Inghilterra, Belgio e Olanda. Nel 2016 è una delle vincitrici del Concorso "Toscana 100 Band" con un progetto di concerti a sostegno dei centri antiviolenza femminile. È unica vocalist e chitarrista acustica nel Cuore d'artista nei club tour di Noemi, accompagnandola anche in occasione degli eventi Anlaids, Premio Bellisoni (Rai 1), concerto finale del Guinness World Records 2017, Earth Day 2017, Prima le ragazze (Rai 1), Italia Open 2017, Uspidalet Onlus. Partecipa come ospite al Meeting Dei Diritti Umani con le scuole della Toscana al Mandela Forum (Firenze) e fonda il Capital Gospel Choir col Maestro Nehemiah Hunter Brown, avviando una campagna di crowdfunding a sostegno di un'iniziativa di concerti negli ospedali pediatrici.
Diventa Endorser Iqs Strings e Eko. È docente del progetto di songwriting rivolto ai licei musicali Mai più in silenzio, percorso di sensibilizzazione contro la violenza di genere voluto dalla Regione Toscana. È vocalist e chitarrista acustica della band live di Domenica in (Rai 1) per la stagione 2017- 2018. Attualmente iscritta al Biennio Specialistico “Culture e Pratiche Musicali” presso il Dipartimento di Didattica del Conservatorio Santa Cecilia di Roma. Chitarrista e vocalist di Noemi ne La luna tour 2018. Compare nel videoclip di Tu mi porti su di Giorgia, nel concerto Radio Italia Live e nel DVD Amiche per l'Abruzzo.
Nel 2018 si laurea al Conservatorio di Santa Cecilia di Roma con 110 e Lode e a dicembre co-presenta il Meeting dei Diritti Umani al Mandela Forum di Firenze. Nel 2019 è vocalist ancora una volta nel Pop Heart Tour e nel Pop Heart Tour Summer Nights di Giorgia, affiancata dal vocalist maschile Andrea Faustini.
Dal 2019 tiene la residenza artistica live al Teatro del Sale di Firenze ed è Docente al Saint Louis College of Music nel dipartimento Popular Music.
Nel 2021 è vocalist in più tracce dell'album di Phil Gould, tra cui il singolo 'Beautiful Wounds'. Pubblica per divulgazione e ricerca per Music Off, Siing Magazine, Donne Capovolte.
Nel 2022 partecipa al programma internazionale PrlhME promosso dall'Associazione Europea dei Conservatori, al concerto evento "Una Nessuna Centomila"  ed è ospite di Drusilla Foer su Rai2. 
Nel 2023 collabora alla realizzazione dell'album di Drusilla Foer, pubblica tre singoli da solista, è chitarrista e vocalist per il Tour di Giorgia "Blu" nei palazzetti e Teatri lirici, partecipa al concerto evento Italia Loves Romagna.

## Discografia

### Album
- Escapizm (2007)
- Tender Hearted (2015)

### Singoli
- Just a Little
- Never Ending Tale
- A Better Me
- You Want it
- Voglio fare un errore

### Collaborazioni
- La Gatta (con Giorgia)
- Vieni Fuori (con Giorgia)